# Пелгримс, Жорж
Жорж Пе́лгримс (нидерл. Georges Pelgrims; неизвестно, Схарбек — неизвестно, Уккел) — бельгийский футболист, бронзовый призёр летних Олимпийских игр 1900.
На Играх 1900 в Париже Пелгримс был капитаном бельгийской команды. Его сборная, проиграв в единственном матче Франции, заняла третье место и получила бронзовые медали.